# Jorun Stiansen
Jorun Stiansen (Bogotà, 20 gennaio 1984) è una cantante norvegese.

## Biografia
Nata in Colombia, Jorun Stiansen è salita alla ribalta nel 2005 con la sua vittoria alla terza edizione del talent show di TV 2 Idol, che le ha fruttato un contratto discografico con la RCA Records.
Il suo singolo di debutto, This Is the Night, ha debuttato in vetta alla classifica norvegese, trascorrendo cinque settimane consecutive al primo posto. Ha anticipato l'album Unstable, che è entrato in classifica al 2º posto e ha venduto 25 000 copie a livello nazionale.
Nel 2007 è uscito Sticky Hands, il primo singolo estratto dal secondo album della cantante, che ha raggiunto il 6º posto il classifica. Tuttavia, per via di disaccordi con l'etichetta discografica, l'album non ha mai visto la luce del giorno.
Jorun Stiansen è tornata sotto i riflettori per la prima volta dopo molti anni nel 2017, quando ha partecipato al programma d'intrattenimento Skal vi danse, la versione norvegese di Ballando con le stelle.

## Discografia

### Album
- 2005 – Unstable

### Singoli
- 2005 – This Is the Night
- 2005 – Unstable (feat. Paperboys)
- 2007 – Sticky Hands